# Panehesi (Diener des Aton)
Panehesi  (der Nubier) war ein hoher Priester unter dem ägyptischen König (Pharao) Echnaton. Er ist vor allem von seinem monumentalen Grab, Amarna Grab 6, auf dem Nordfriedhof und seinen Häusern in Amarna bekannt.
Panehesi trug unter anderem die Titel Der erste Diener des Aton im Haus des Aton, der zweite Priester des Herren der beiden Länder Nefer-cheperu-Re-wa-en-Re. Mit dem ersten Titel war er der oberste Priester des Sonnengottes Aton. Mit dem zweiten Titel war er ein wichtiger Priester im Königskult. Nefer-cheperu-Re-wa-en-Re (übersetzt: „Mit vollkommenen Gestalten, Einziger des Re“) war der Thronname des Echnaton.
Von Panehesi sind zwei Häuser in Amarna bekannt. Ein Haus lag im Stadtzentrum und nahe am dortigen Aton-Tempel. Es mag sich um seinen Amtssitz gehandelt haben. Sein zweites Haus lag in der sogenannten Main city, daneben standen etwa 40 kleinere Häuser, die wahrscheinlich seinen Dienern gehörten.
Wenig ist zu seiner Familie bekannt. In seinem Grab ist eine Frau mit dem Namen Abneba dargestellt. Sie wird als Herrin des Hauses und als seine Schwester bezeichnet. Es mag sich um seine Gemahlin gehandelt haben.